# 索契河

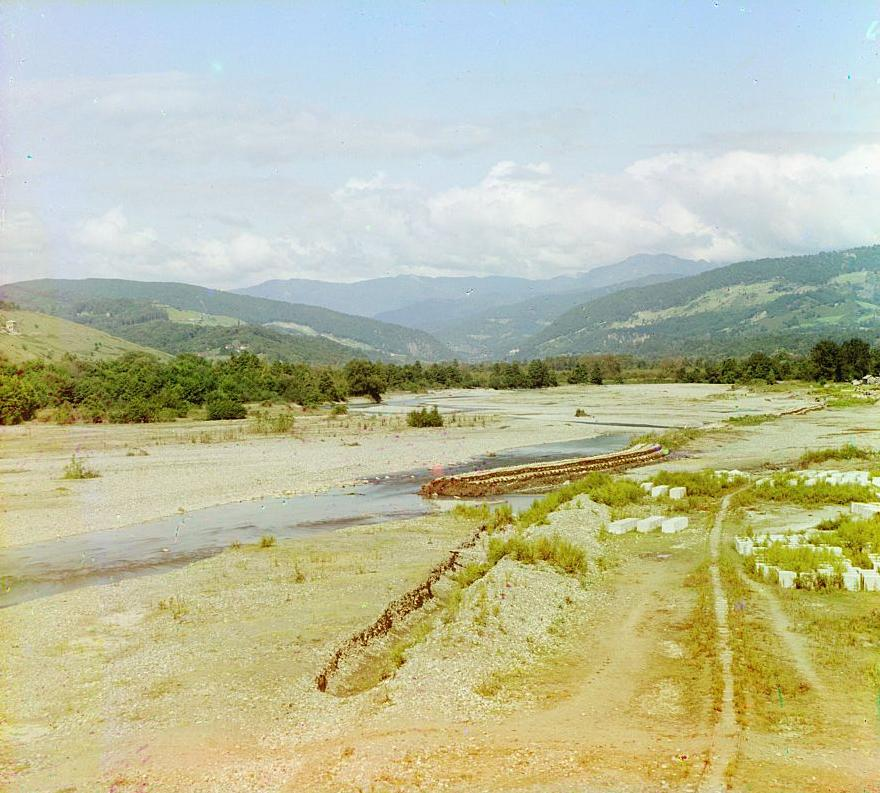

索契河是俄羅斯的河流，由克拉斯諾達爾邊疆區負責管轄，河道全長45公里，流域面積296平方公里，發源自大高加索山脈。
43°35′00″N 39°42′53″E / 43.58333°N 39.71472°E